# Bug (película de 1975)
Bug (El bicho en España e Invasión infernal en Argentina) es una película de terror estrenada en 1975 dirigida por Jeannot Szwarc (Tiburón 2, estrenada tres años después) producida por William Castle, siendo la última película producida por él y protagonizada por Bradford Dillman, Joanna Miles y Alan Fudge. Basada en la novela de Thomas Page The Hephaestus Plague.

## Argumento
Un terremoto libera unas cucarachas, las cuales pertenecen a especie mutada venida del fondo de la Tierra que produce fuego al chocar sus cercos. Muchas de ellas no pudieron sobrevivir a la presión terrestre, pero un científico aloja a una en una cámara hiperbárica, creando así una especie de super-cucarachas voladoras provocando pánico en la gente.

## Elenco
- Bradford Dillman – Profesor James Parmiter
- Joanna Miles  – Carrie Parmiter
- Richard Gilliland – Gerald Metbaum
- Jamie Smith-Jackson – Norma Tacker
- Alan Fudge – Profesor Mark Ross
- Jesse Vint – Tom Tacker
- Patty McCormack – Sylvia Ross
- Brendan Dillon – Charlie
- Frederic Downs – Henry Tacker
- James Greene – Reverendo Kern
- Jim Poyner – Kenny Tacker

## Efectos especiales
La película no tenía sonido, solo extraños sonidos electrónicos que representaban a los bichos y se escuchan cuando están en pantalla . 

## Críticas
La película recibió críticas negativas, la página Rotten Tomatoes reportó un 29%, de 7 críticas contadas, 5 fueron "podridos" y 2 "frescos", los usuarios la calificaron con un 29%. En la página IMDb tuvo una calificación de 5.1 de 10.

## Taquilla
La película tuvo una recaudación doméstica de $3.602.023. 

## Curiosidades
La escena con Joanna Miles del interior de la casa y la cocina son decorados también de la serie de la ABC The Brady Bunch.